# Tréglamus
Tréglamus é uma comuna francesa na região administrativa da Bretanha, no departamento Côtes-d'Armor. Estende-se por uma área de 18,93 km². Em 2010 a comuna tinha 1 078 habitantes (densidade: 56,9 hab./km²).